# Sheriff (empresa)
Sheriff  (em russo:  Шериф) é uma holding de empresas privadas na República Moldava Pridnestroviana.

## Holding
Uma holding é uma estrutura de organizações comerciais que inclui uma empresa-mãe e uma rede de pequenas subsidiárias que ela controla. A controladora detém o controle acionário e as controladas distribuem o restante das ações entre si.

### Staff das estruturas da holding
A holding das empresas de comércio e manufatura "Sheriff" consiste em uma rede de supermercados, uma rede de postos de gasolina, seu próprio canal de televisão, uma rede de comunicações móveis e fixas; detém o controle acionário de fábricas de vinho, conhaque e têxteis, uma planta eletroquímica, duas padarias, uma base de criação de peixes; possui o complexo esportivo Sheriff com o clube de futebol Sheriff, sua própria editora e agência de publicidade e assim por diante. O número total de pessoas trabalhando na holding chefiada pela Sheriff LLC, segundo dados de 2012, era de 13.157 pessoas e, a partir de 2015, é estimado em cerca de 15 a 16 mil pessoas.

### História da holding
A empresa Sheriff foi fundada em 24 de junho de 1993. Em 1996, foi inaugurada a rede de supermercados Sheriff. Em 4 de abril de 1997, foi fundado o clube esportivo "Sheriff". Em agosto de 1997, a empresa Sheriff iniciou a rede de televisão multicanal em todo o território da Transnístria. Em 21 de abril de 1998, foi criada a divisão de construção da empresa. Em junho de 1998, o primeiro posto de gasolina "Sheriff" foi colocado em operação. No início de 1999, foi fundada a editora Delo. Em maio de 1999, o centro automotivo Mercedes-Benz iniciou começou a funcionar. Em 1º de agosto de 2000, teve início a construção do complexo esportivo Sheriff. Em Julho de 2000, entrou em funcionamento um armazém de produtos petrolíferos. Em fevereiro de 2003, após a privatização e reconstrução, o depósito de petróleo de Tiraspol iniciou suas atividades. Em 22 de janeiro de 2004, foi criada a agência de publicidade Exclusive. 23 de maio de 2005 "Sheriff" privatiza a panificação Tiraspol e a combinação de produtos de panificação Tiraspol. Em 5 de julho de 2005, foi inaugurado o primeiro salão de caça-níqueis. Em outubro de 2005, o depósito de petróleo Rybnitsa foi privatizado e reconstruído. Em 14 de julho de 2006, a fábrica de vinhos e conhaques de Tiraspol "KVINT" foi privatizada. Em 2006, o complexo Aquatir foi construído para o cultivo e processamento industrial de esturjão, incluindo a produção de caviar preto natural com base em tecnologias intensivas.

### Participação e concorrência na Transnístria
Sheriff holding, por muitos anos, tem sido o maior contribuinte da Transnístria. A economia da Transnístria é altamente monopolizada, mas a Transnístria tem seu próprio Comitê de Preços e Atividades Antimonopólio da República Moldava Pridnestroviana, que desenvolve medidas para a formação de relações de mercado, o desenvolvimento do empreendedorismo e da concorrência e monitora a conformidade com a legislação antimonopólio da Transnístria com base na lei de limitação de atividades monopolistas e competição de desenvolvimento na Transnístria.
No comércio atacadista e varejista, assim como nas comunicações, a holding já cobriu mais da metade do mercado transnístriano em termos de volumes de vendas.
Os principais concorrentes da Sheriff Holding no território da República Moldava Pridnestroviana são:
- Supermercado da empresa ucraniana "Furshet";
- Depósitos atacadistas das empresas pridnestrovianas "Tsyta" e "Kaliyuga", filiais da LLC TPF "Intercenter-Lux" (nas cidades de Tiraspol e Dubossary, produzindo produtos alimentícios relacionados (além de suas principais roupas de alta moda); centros comerciais: "DIK" (Tiraspol), "Yan" (Tiraspol), "Grand Plaza" (Grigoriopol), "Continente" (Rybnitsa);
- Depósitos e lojas atacadistas de empresas agrícolas da Transnístria: Rustas, Agrostil, Gradina, Sun Dar, Agrostar e muitas outras, milhares de empresários privados (revendedores) negociando em todos os mercados urbanos e rurais da República Moldava Pridnestroviana.

Os principais concorrentes dos supermercados da Sheriff Holding fora da Transnístria são empresas europeias nas cidades da Moldávia, localizadas em uma zona de cinco e cinquenta quilômetros das cidades da República Moldava Pridnestroviana, os principais concorrentes são:
- Hipermercados e supermercados na Moldávia: " Metro " (um grupo alemão de empresas que gere a terceira maior cadeia de varejo da Europa e a quarta maior do mundo), escritórios de representação moldavos das ucranianas "Furshet", "Greenhills", "Fidesco", "Parallel", "Linella", "Vichtoria", "Discount", "Vistarcom" e assim por diante, localizados perto das cidades da Transnístria.

Os principais concorrentes dos serviços de comunicação da "Interdnestrcom" da holding "Sheriff" são:
- Provedores de Internet locais de cidades transnístrianas (Rybnitsa, Bendery, Dnestrovsk);
- Provedores de serviços de comunicação na Europa e na República da Moldávia: "Orange" (uma das principais operadoras de telecomunicações do mundo, operadora móvel e provedora de Internet), "Moldcell", cujo raio de cobertura de sinal cobre a República Moldava Pridnestroviana

deve haver mais de quatro operadoras de telecomunicações em qualquer território, o que é muito útil para os assinantes que se beneficiam da concorrência. Já existe um ambiente competitivo em nossa república - na forma de operadoras de telecomunicações da Moldávia, cujos transmissores cobrem quase todo o território da república. No entanto, eles não pagam impostos ao estado. “Nesse caso, o Estado não pode influenciar concorrentes, operadoras moldavas. Já existe um ambiente competitivo, nossa operadora já está monitorando nossas tarifas fixas para que elas estejam em um nível que retenha seus clientes”, explicou Vitaliy Ulitka.

## Consórcio Holding "Sheriff"

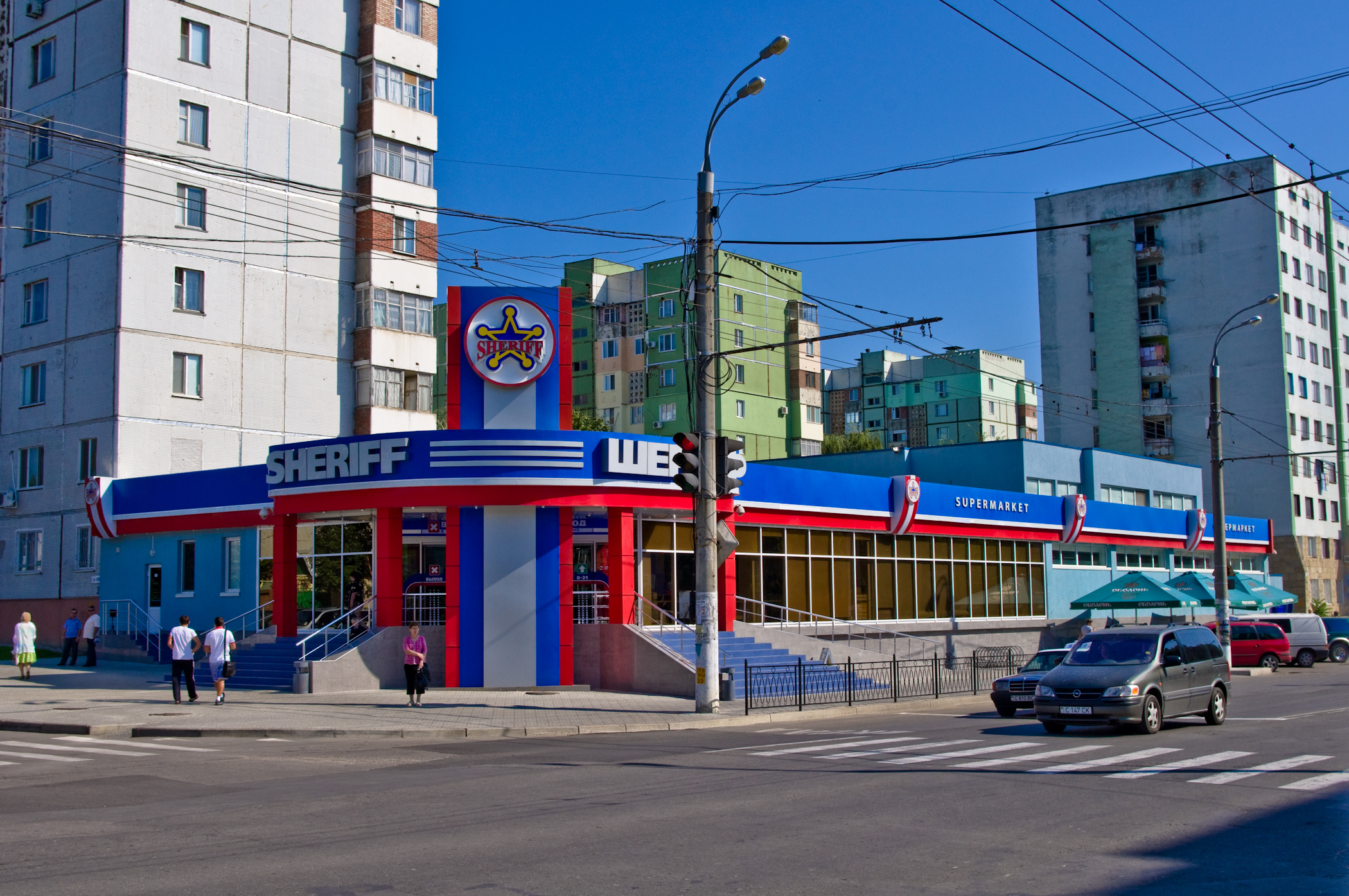
Supermercado Sheriff 13

### Comércio atacadista e varejista
Comércio de alimentos, automóveis e combustíveis e lubrificantes, artigos domésticos e assim por diante.

#### Cadeia de supermercados, atacadistas, minimercados
Atualmente, 27 grandes filiais comerciais foram abertas em todas as cidades transnistrianas (22 supermercados, 3 lojas de atacado, 2 minimercados): 12 em Tiraspol, 5 em Bender, 3 em Ribnita, 2 em Dubasari e um em Grigoriopol, Slobozia, Dnestrovsk e Camenca. A área total de varejo das lojas é de cerca de 15.000-16.000 metros quadrados. A participação da Sheriff Holding no comércio varejista e atacadista de alimentos dentro da República Moldava Pridnestroviana é enorme e é estimada em 50-55% do faturamento legal, enquanto o faturamento dos mercados urbanos é conhecido apenas pelos relatórios dos detentores de patentes, e absolutamente desconhecido é o faturamento das pessoas que vendem produtos de suas próprias residências e fazendas domiciliares.

#### Centro automotivos, depósitos de petróleo e postos de gasolina
A holding possui o controle acionário do controle no centro automotivo, comprou dois depósitos de petróleo e construiu sua própria rede independente de postos de gasolina.

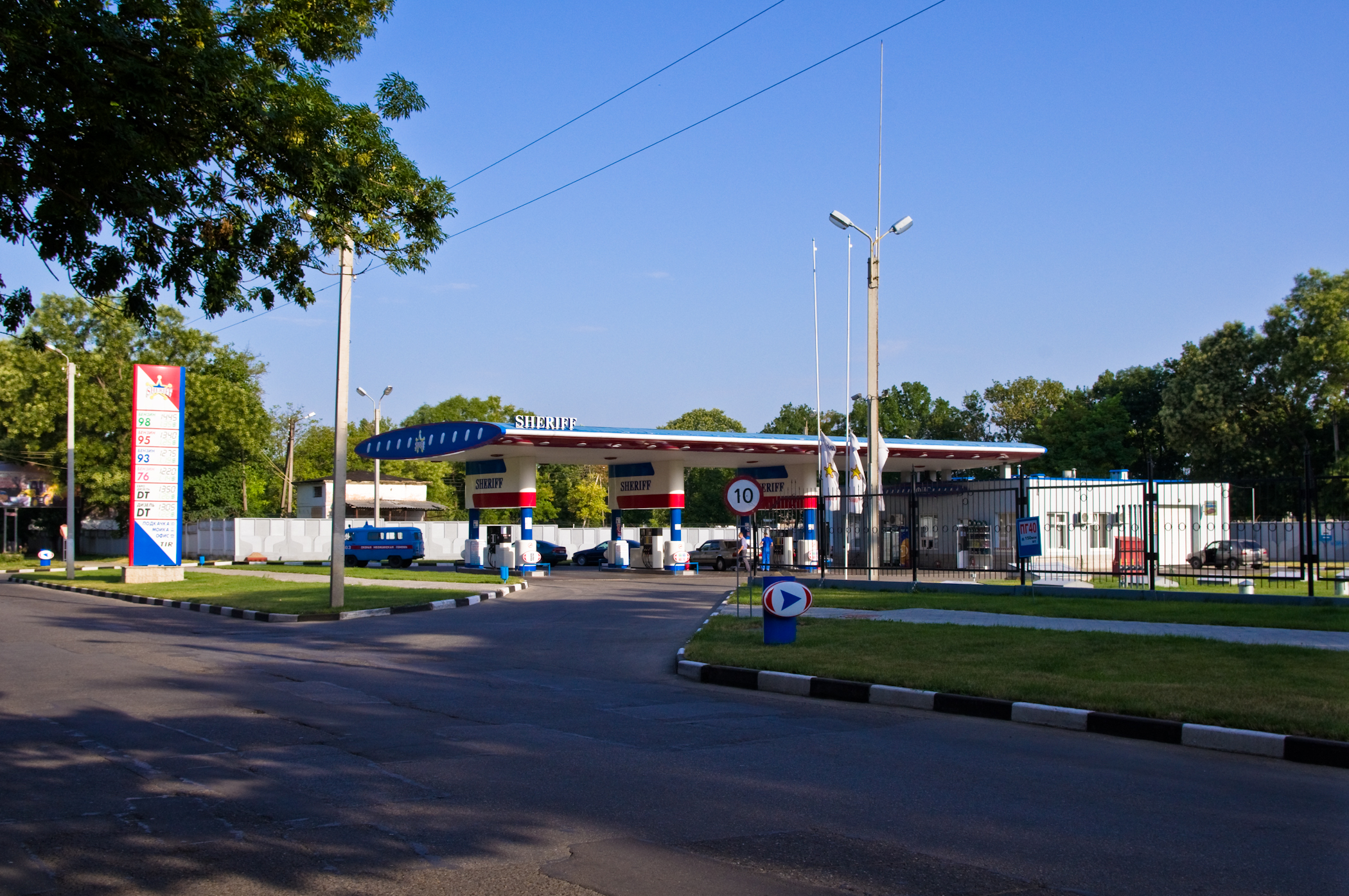
Posto de gasolina "Sheriff" em Bendery
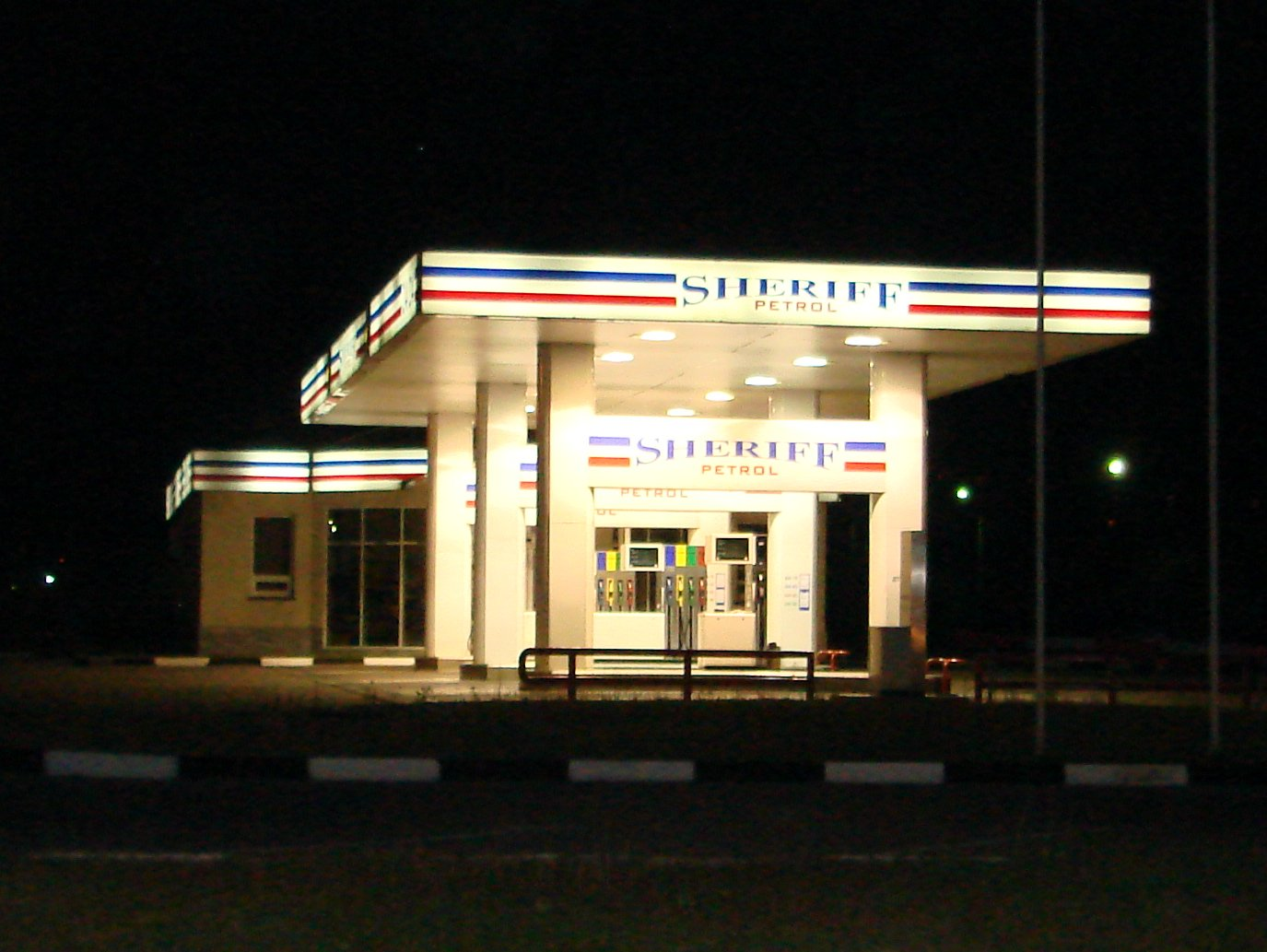
Posto de gasolina "Sheriff" na entrada de Tiraspol
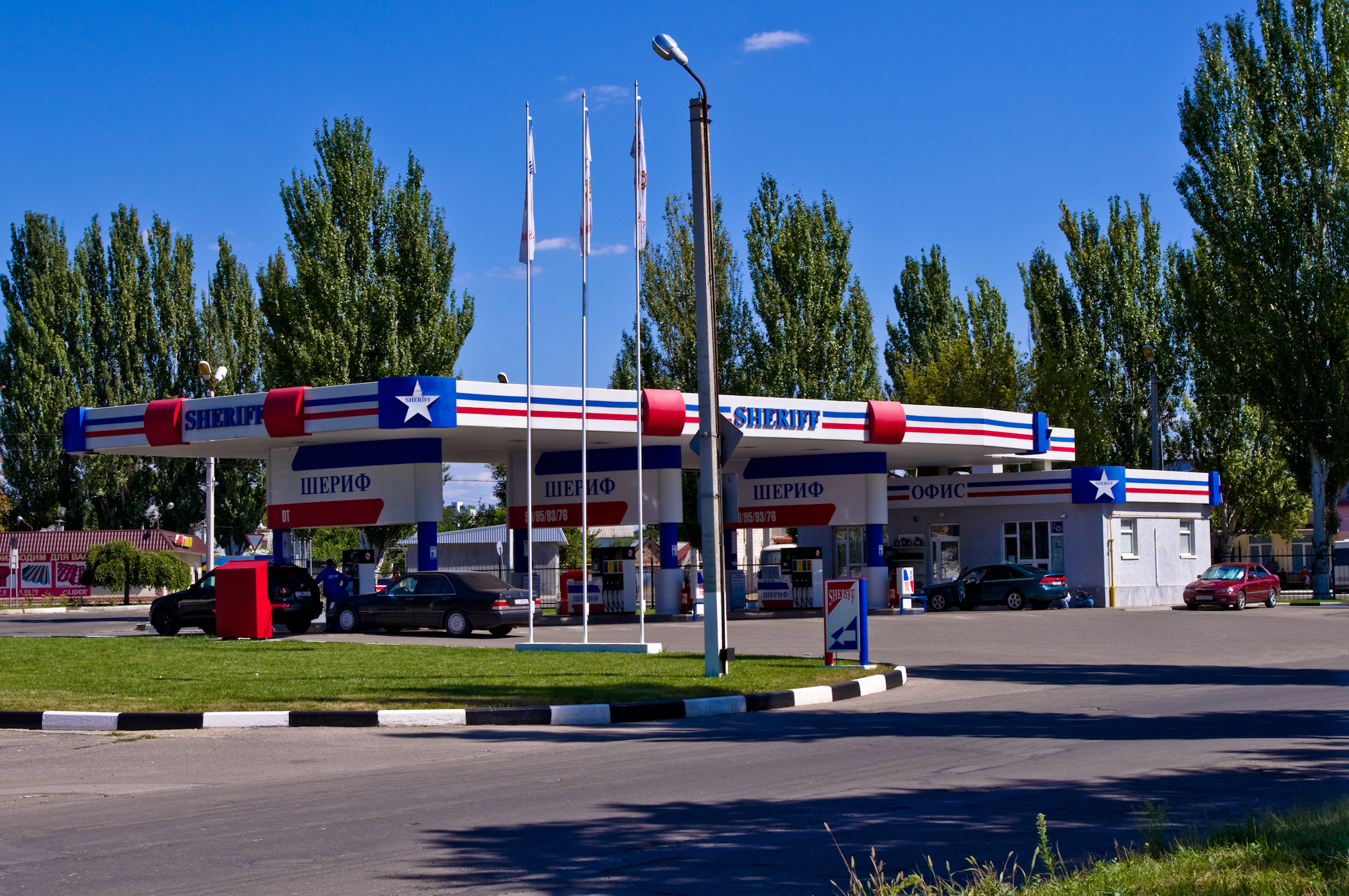
Posto de gasolina "Sheriff" em Tiraspol (perto do Victory Park)

Em 1998, foi inaugurado o primeiro posto de gasolina em Tiraspol pertencente à LLC Sheriff. Atualmente 15 estações (assim como pequenos postos de gasolina da CJSC "Metan-auto", cuja participação de controle é de propriedade da AC Mercedes-Benz) pertencentes à LLC "Sheriff" estão abertos em toda a Transnístria: 7 deles em Tiraspol, 3 em Ribnita, 2 em Dubasari e um em Bender, Slobozia e Grigoriopol, e também 2 depósitos de petróleo e um depósito de combustível e lubrificantes. A participação do Sheriff nas redes de postos de gasolina da Transnístria é relativamente pequena (existem cerca de uma centena de postos de gasolina, depósitos de petróleo, depósitos de combustível e lubrificantes, etc., pertencentes a diferentes proprietários na República Moldava Pridnestroviana), porque os postos de gasolina Sheriff LLC estão concentrados principalmente perto de duas cidades principais da República Moldava Pridnestroviana: Tiraspol e Bender.
A fim de adquirir produtos petrolíferos a granel, foi construído um armazém de produtos petrolíferos em Tiraspol em 2000. Em 2003, o depósito de petróleo de Tiraspol foi privatizado, e em 2005 o de Rybnitsa. O maior centro automotivo, mas não o único revendedor de automóveis novos das marcas líderes mundiais na República Moldava Pridnestroviana. O Sheriff LLC também inclui o centro automotivo TirAvto, especializado na venda por atacado e varejo de peças de reposição e lubrificantes para carros e caminhões, bem como para a indústria e agricultura.

### Serviços de telecomunicação

#### Telefonia

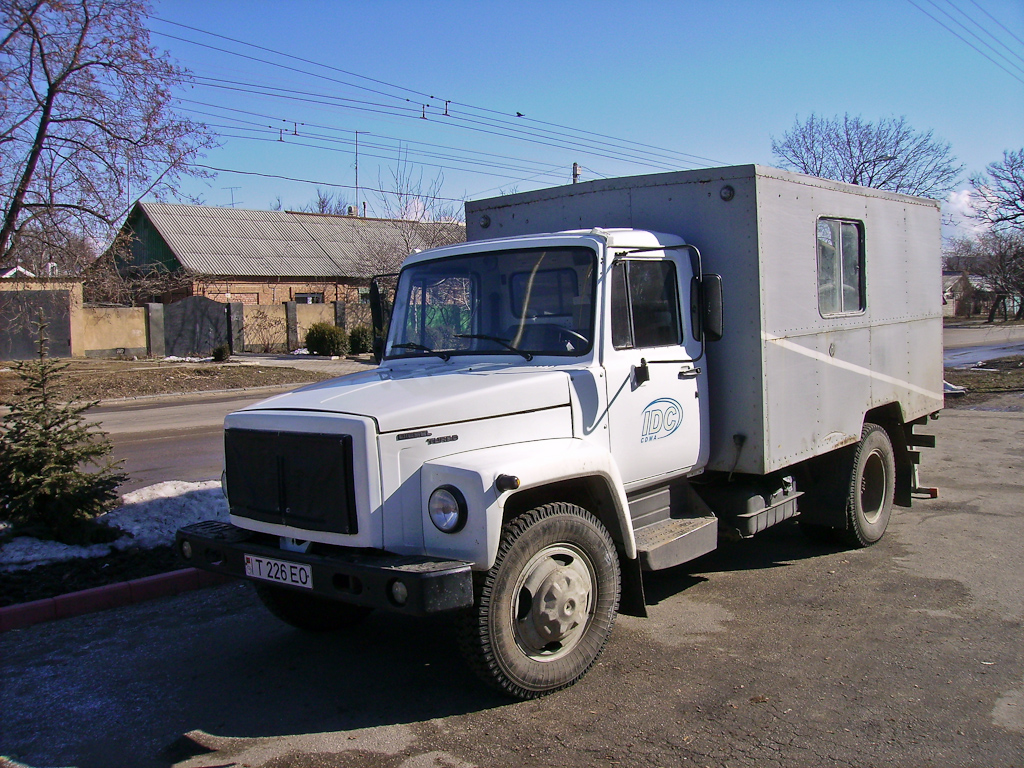
Equipe de emergência da Interdnestcom em Tiraspol.

A Sheriff Holding é um monopólio no campo da telefonia móvel e fixa na Transnístria. É realizada pelo IDC. A participação no mercado transnistriano é estimada em 80-85%.

#### Comunicações móveis. Televisão e rádio. Internet

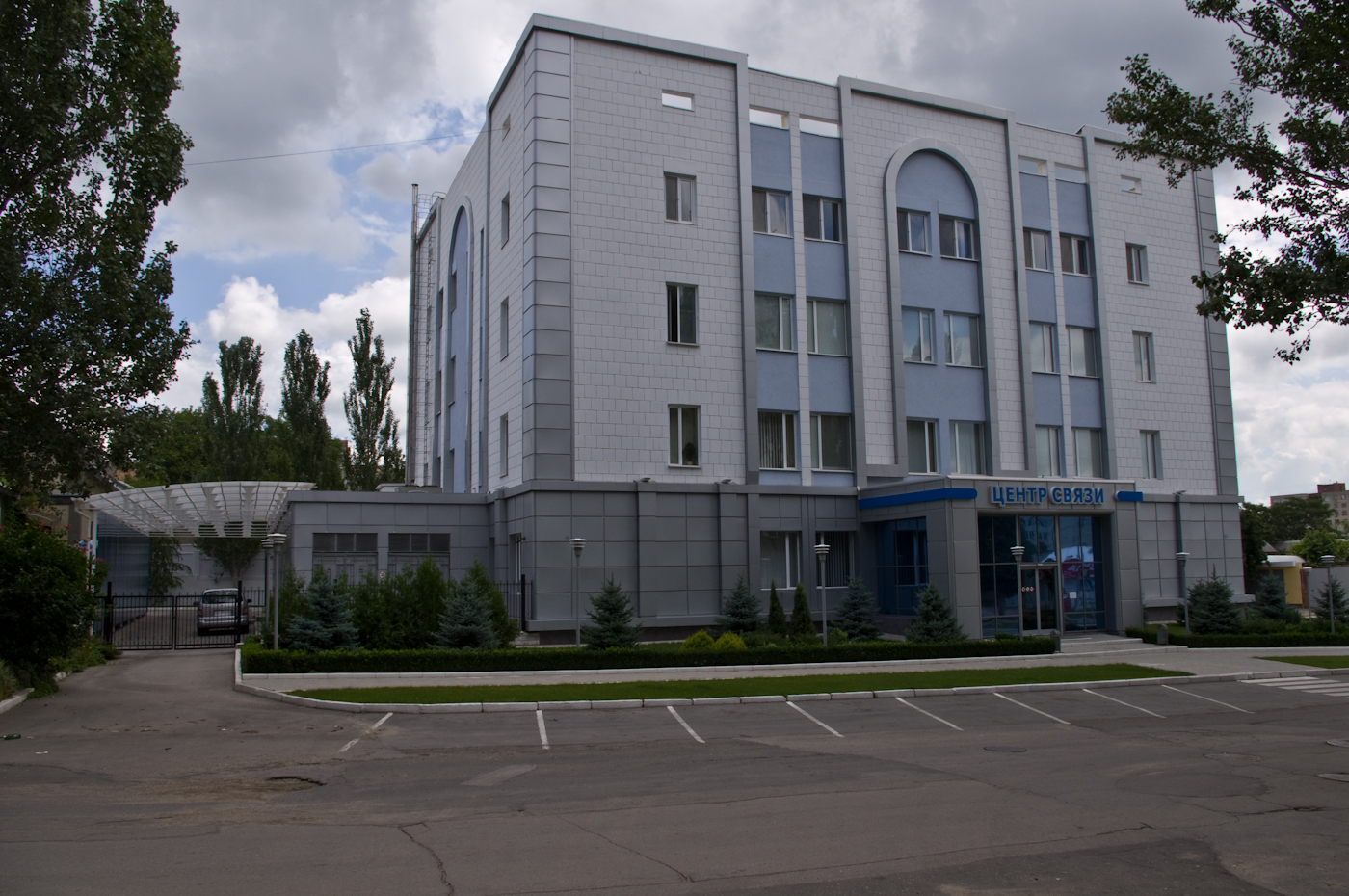
Centro de comunicação Interdnestrcom em Tiraspol.

A IDC (Interdnestrcom), uma subsidiária, detém os direitos de prestar serviços de televisão organizados em formato digital. O mesmo direito pertence à empresa estatal "TV-PMR" e à empresa municipal de Bender "BTV". A transição completa para a transmissão de TV digital em todas as cidades da Transnístria foi concluída em meados de 2011. A empresa de rádio Inter FM também faz parte da IDC.
A filial "IDC" é também a única organizadora de massa de fornecimento de Internet na Transnístria. Os serviços de Internet são fornecidos através da tecnologia "ADSL" e da tecnologia móvel CDMA 1X "EV-DO" rev.A(0), assim como através do canal de comunicação óptica "FTTH". Como alternativa à televisão digital, a IDC lançou a IP-TV, que está fisicamente disponível através das tecnologias ADSL ou FTTH acima mencionadas. A empresa oferece a seus assinantes uma ampla gama de equipamentos PLANET "ADSL" recomendados, divisores de freqüência ANEXO A/B, set-top boxes digitais STB.

## Credenciais

### Diretoria
- Presidente – Vitor Anatolieviche Gushan;
- Diretor Geral - Dmitri Ogirchuk;
- Primeiro Vice-Diretor Geral - Porfírio Vladimiroviche Shkilniuk.

### Endereço da sede da empresa
Rua 25 de outubro, 99, Tiraspol, República Moldava Pridnestroviana.